# هانا هانچارووا
هانا هانچارووا (بلاروسی: Ганна Гарчонак؛ زادهٔ ۱۱ فوریهٔ ۱۹۹۲) ژیمناست زن ترامپولین اهل بلاروس است.